# Neogea
Neogea es un género de arañas araneomorfas de la familia Araneidae. Se encuentra en Asia y Nueva Guinea.

## Lista de especies
Según The World Spider Catalog 12.0:
- Neogea egregia (Kulczynski, 1911)
- Neogea nocticolor (Thorell, 1887)
- Neogea yunnanensis Yin, Wang, Xie & Peng, 1990